# David Segal
David Hugh Segal (Londra, 20 marzo 1937) è un ex velocista britannico.

## Palmarès
| Anno                                  | Manifestazione          | Sede      | Evento      | Risultato | Prestazione | Note |
| ------------------------------------- | ----------------------- | --------- | ----------- | --------- | ----------- | ---- |
| In rappresentanza della Gran Bretagna |                         |           |             |           |             |      |
| 1958                                  | Europei                 | Stoccolma | 200 m piani | Argento   | 21"3        |      |
| 1958                                  | Europei                 | Stoccolma | 4 × 100 m   | Argento   | 40"2        |      |
| 1960                                  | Giochi olimpici         | Roma      | 4 × 100 m   | Bronzo    | 40"2        |      |
| In rappresentanza dell' Inghilterra   |                         |           |             |           |             |      |
| 1958                                  | Giochi del Commonwealth | Cardiff   | 4×110 iarde | Oro       | 40"7        |      |